# 拉阿魯哇語

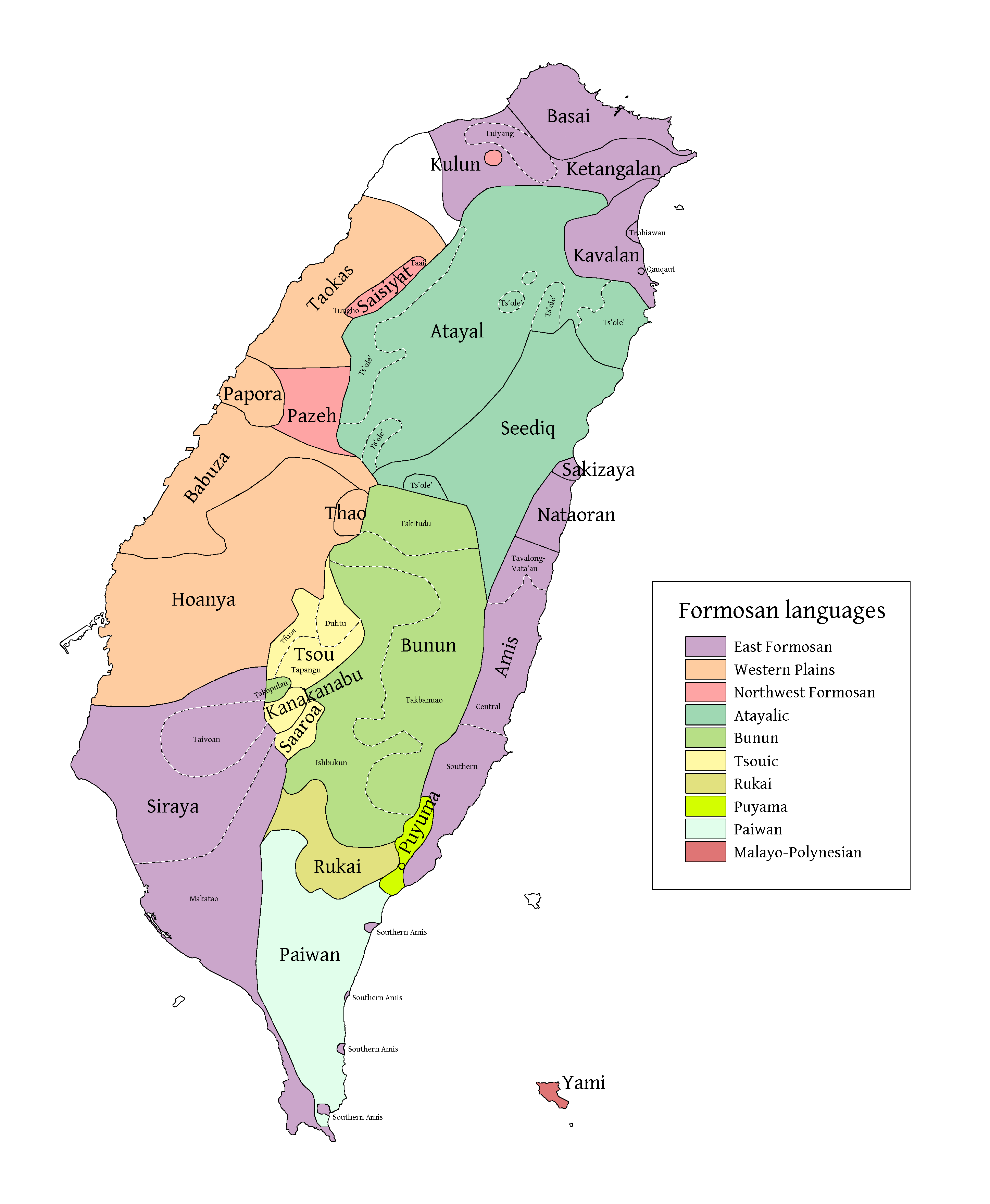
漢人遷台之前的台灣南島語言分布圖(按 Blust, 1999).東台灣"蘭嶼島(深紅色)表示為使用馬來-玻里尼西亞語族巴丹語群達悟語的區域.

拉阿魯哇語（Hla'alua，IPA：[ɬaʔalua]），舊稱沙阿魯阿語，為台灣拉阿魯哇族人所使用的語言，用拉丁文字書寫，為台灣南島語言之一種，屬於南島語系的次語群。亦歸類為鄒語群，並與鄒語以及卡那卡那富語(Kanakanavu)並列。 目前台灣原住民鄒語群認證考試分為三類語群：(1).鄒語、(2).卡那卡那富語、(3)拉阿魯哇語。

## 拉阿魯哇語變遷沿革
高雄市桃源區的拉阿魯哇語與那瑪夏區的卡那卡那富語，及鄒語。各自的語言歷經長年的變遷，各自形成一個系統。 不過，拉阿魯哇族跟卡那卡那富族的民族通用語都不是本族語而是郡群布農語或現代標準漢語，只有極少部分族人使用本族語。 於2012年拉阿魯哇語、卡那卡那富語等五種原住民語言，被聯合國教科文組織及台灣語言學者列為瀕危語言中的「極度危險」及正在消失中的語言。 依據原民會至2012年12月18日調查結果，全台灣只剩下50人左右常在使用拉阿魯哇語、也僅佔拉阿魯哇族總人口10.6％而已。

## 語音系統
拉阿魯哇語的音系之音位大都使用適當的Unicode符號來標示。在台灣南島語的書寫系統的訂定上，元輔音之音系表原則上都是先「發音部位」(橫列)、後「發音方法」(縱列)、再考量「清濁音」，來訂定其音系之音位架構。

## 文法
在文法的分類上台灣南島語並不同於一般的分析語或其它综合语裡的動詞、名詞、形容詞、介詞和副詞等之基本詞類分類。比如台灣南島語裡普遍沒有副詞，而副詞的概念一般以動詞方式呈現、可稱之為「副動詞」，類之於俄语裡的副動詞。 拉阿魯哇語文法分類是將基礎的文法之詞類、詞綴、字詞結構及分類法，對比分析語等之詞類分類法加以條析判別。

## 外部連結
- 政大原民教文中心 （页面存档备份，存于）(含沙阿魯阿語能力認證題庫)
- 台灣南島語言的奧秘(影片) （页面存档备份，存于）
- ABVD: Kanakanabu/ Ferrell (1969)
- ABVD: Kanakanabu/Li (2004)
- 沙阿魯阿語--行政院原委會/族語教室
- 原民語e-learning(沙阿魯阿語1-9階/認證題庫)
- YouTube上的Myth(神話/song)